# Gwrast Lledlwm
Gwrast Lledlwm (gallese: Gwrast, latino: Gurgustus, inglese: Fergus; 422) era figlio di Ceneu e nipote di Coel Hen.
Attorno alla metà del V secolo fu sovrano del Rheged, regno che occupava l'Inghilterra nord-occidentale e la Scozia sud-occidentale. Non si sa nient'altro su di lui.